# Choked: Money Talks
Choked: Money Talks (Choked: Paisa Bolta Hai) è un film del 2020 diretto da Anurag Kashyap.
Prodotta da Netflix con la Good Bad Films, la pellicola è una commedia ambientata in India durante la smonetizzazione del 2016 voluta dal primo ministro Narendra Modi.

## Trama
Sarita è un'impiegata di una banca di Mumbai ed è lei che mantiene la famiglia che comprende il marito Sushant e il piccolo figlio Sameer.
Il marito vive uno stato di frustrazione non riuscendo a trovare un lavoro stabile e non contribuendo al budget familiare. D'altra parte Sarita è continuamente assalita dall'ansia ogni volta che ripensa al fallimento di cui fu protagonista in un talent show al quale partecipò insieme al marito. Lui l'accompagnava alla chitarra e lei dopo aver iniziato a cantare, si ammutolì una volta che i riflettori si accesero svelando il grande pubblico che la stava ascoltando.
Una notte Sarita, aprendo lo scarico difettoso della cucina, scopre che oltre a far uscire acqua sporca, questo rigurgita dei sacchetti pieni di banconote. Controllatane l'autenticità, Sarita rinnova questo "rito" ogni notte, mettendo da parte una fortuna, all'insaputa di tutti. Salda un debito del marito con il sordido Reddy e poi fa piccole spese necessarie per la casa, finendo comunque per insospettire il marito con il quale la tensione cresce sempre di più.
Intanto il primo ministro, per combattere la corruzione, dà vita alla cosiddetta "smonetizzazione", che è un'operazione con la quale in rapidissimo tempo si ritireranno dalla circolazione tutte le banconote da 500 e 1.000 rupie, mettendo in circolazione nuove banconote. La cosa mette in difficoltà la stessa Sarita e anche la famiglia che Tai che abita sotto di lei e che sta organizzando un matrimonio.
Dopo una rapina in banca, Sarita perde tutto il denaro che aveva messo da parte, rivivendo un secondo fallimento personale dopo quello del talent.
Quando la polizia indaga per sapere come abbia potuto avere tutto quel denaro, lei ammutolisce di nuovo, ma, a sorpresa, è il marito a toglierla d'imbarazzo, svelando il ritrovamento degli involti di denaro, che anche lui aveva cominciato a trovare, non in cucina, ma nel tombino di scarico all'esterno della casa. I vicini intuiscono quindi che il miracolo del denaro che spunta dagli scarichi abbia a che fare con l'appartamento all'ultimo piano, di proprietà di un misterioso segretario di un politico. Si introducono così in quella casa prima che lo faccia la polizia grazie all'intervento di Sushant, scoprendo le prove che incastreranno questo politico corrotto.
Un anno più tardi, alla famiglia di Sarita e Sushant, giunge la comunicazione che, per la collaborazione fornita alla scoperta della truffa ai danni dello stato, sarà riconosciuta loro una ricompensa pari al 10% della cifra recuperata.